# Verbascum nicolai
Verbascum nicolai är en flenörtsväxtart som beskrevs av Josef Joseph Rohlena. Verbascum nicolai ingår i släktet kungsljus, och familjen flenörtsväxter. Inga underarter finns listade i Catalogue of Life.